# کارلو لومباردی
کارلو لومباردی (ایتالیایی: Carlo Lombardi؛ ‏ ۲ ژانویهٔ ۱۹۰۰ – ۲۱ مارس ۱۹۸۴) بازیگر اهل ایتالیا بود.
از فیلم‌های او می‌توان به در آخرین لحظه، شیپیو آفریکانوس: شکست هانیبال و معشوقه پنهانی اشاره کرد.